# Husitská zvonička na Pouchově
Husitská zvonička na Pouchově je dnes jedinou zvoničkou na katastru královéhradecké čtvrti Pouchov. Nachází se na rozhraní Velké a Malé ulice.

## Stavební popis
Vysoký železobetonový zděný hranol s funkcionalistickými prvky, jehož horní část je ukončena čtverhrannými rohovými sloupky a plochou čtvercovou deskou s dvouramenným křížem, který vyrůstá z pro husity nepostradatelného kalicha. Sloupky mají vytvářet pocit otevřeného prostoru, v němž visí zvon. V dolní části na menší desce je uveden letopočet 1930 a pod ním málo zřetelný vyrytý kalich, symbol Československé církve husitské.

## Historie
O vzniku této zvonice se z Pamětní knihy obce Pouchova dozvíme toto:
„V neděli 31. srpna konala se slavnost položení základního kamene ke zvoničce církve česlovenské. Řečnil farář Jos. Tichý z Hradce Král. Potom se konal koncert v zahradě u Zadrobílků.“
Poté následuje ještě tento záznam:
„Koncem října dokončena zvonička církve československé. Měla původně státi ve druhém parku u hřbitova, ale potom nabídnuto církvi čslovenské nynější místo. Proti povolení stavby u hřbitova podala protest i biskupská konsistoř. Zvonička je z betonu a je kolem ohrazena drátěným plůtkem, který postaven až v roce 1931.“
Původní zvon z roku 1931, který byl ozdoben portrétním reliéfem mistra Jana Husa byl roku 1946 nahrazen novým zvonem.